# Consejo Real del Trono de Camboya
El Consejo Real del Trono de Camboya o simplemente Consejo Real del Trono (en jemer: ក្រុមប្រឹក្សារាជបល្ល័ង្ក) es un organismo constitucional del Reino de Camboya de nueve miembros cuyo propósito es elegir al nuevo Rey de Camboya una vez que el anterior ha fallecido o abdicado. Camboya es una monarquía electiva en la que el jefe de estado es designado por el Consejo de entre los miembros de las dos casas reales de Camboya (la Casa de Sisowath y la Casa de Norodom). Está compuesto por los siete miembros en la línea de sucesión a la Jefatura del Gobierno Real de Camboya (el primer ministro; los Presidentes de la Asamblea Nacional y el Senado; los Vicepresidentes de la Asamblea Nacional y el Senado; y los Segundos Vicepresidentes de la Asamblea Nacional y el Senado) por los dos jefes de las Órdenes de Mahanikay y Thammayut. En la actualidad se encuentra inactivo, y solo se activó en octubre de 2004, tras la abdicación de Norodom Sihanouk, y escogió por unanimidad a Norodom Sihamoní como Rey. El voto de los miembros del Consejo es secreto.

## Miembros del Consejo actual
| Nombre       | Posición                                       |
| ------------ | ---------------------------------------------- |
| Hun Sen      | Primer ministro de Camboya                     |
| Heng Samrin  | Presidente de la Asamblea Nacional             |
| Say Chhum    | Presidente del Senado                          |
| Cheam Yeab   | Primer Vicepresidente de la Asamblea Nacional  |
| Khuon Sodary | Segundo Vicepresidente de la Asamblea Nacional |
| Sim Ka       | Primer Vicepresidente del Senado               |
| Tep Ngorn    | Segundo Vicepresidente del Senado              |
| Tep Vong     | Jefe de la Orden de Mahanikay                  |
| Bou Kry      | Jefe de la Orden de Thammayut                  |

## Monarcas electos por el Consejo Real del Trono
- Norodom Sihanouk (24 de septiembre de 1993)
- Norodom Sihamoní (14 de octubre de 2004)[2]